# James Meston, 1. Baron Meston
James Scorgie Meston, 1. Baron Meston (* 12. Juni 1865 in Kintore bei Aberdeen; † 7. Oktober 1943 in Maidenhead) war ein britischer Politiker (Liberal Party) und Beamter. Er amtierte u. a. als Präsident der Liberal Party.

## Leben und Tätigkeit
Meston war der zweite Sohn von James Meston und seiner Frau Jane, geb. Scorgie. In seiner Kindheit besuchte er die Grammar School von Aberdeen und studierte dann an der dortigen Universität sowie am Balliol College der Universität Oxford. 1883 bestand er die Aufnahmeprüfung in den britischen Verwaltungsdienst in der Kolonie Indien.
1885 wurde Meston als Beamter in die Nord-West Provinzen von Indien entsandt, wo er mit kurzen Unterbrechungen bis 1919, also vierunddreißig Jahre, verblieb. Dort amtierte er von 1897 bis 1899 als Direktor der Katasterbehörde (director of land records) und anschließend von 1899 bis 1903 als Finanzsekretär der dortigen Provinzregierung. Von 1905 bis 1906 war Meston als Berater in den britischen Verwaltungen der Kapkolonie und von Transvaal tätig.
Von 1906 bis 1912 amtierte Meston als Sekretär der Finanzabteilung der britischen Regierung in Indien. 1912 übernahm er dann den Posten des stellvertretenden Gouverneurs (Lieutenant-Governor) der Vereinigten Provinzen von Agra und Oudh, den er bis 1918 innehatte. 1917 wurde er beurlaubt, um Indien im Imperial War Cabinet, dem britischen Kriegskabinett während des Ersten Weltkriegs, zu vertreten. Im letzten Jahr des Krieges wurde er dann Finanzminister des Exekutivrates des britischen Vizekönigs in Indien. 1919 kehrte er nach Großbritannien zurück. Im selben Jahr wurde er als Baron Meston, of Agra in the Indian Empire and Dunottar in the County of Kincardine, in den erblichen Adelsstand erhoben und wurde damit Mitglied des House of Lords.
Nach dem Krieg war Meston zusammen mit Lionel Curtis der politische Hauptarchitekt des Institute of International Affairs und amtierte von 1920 bis 1926 als erster Vorsitzender des Verwaltungsgremirums dieser Einrichtung. 
In den Jahren 1932 bis 1934 amtierte Meston als Präsident der Royal Statistical Society. Von 1936 bis zu seinem Tod 1943 amtierte Meston zudem als Präsident der Liberal Party, d. h. als Vorsitzender der Parteiogrniasation dieser Partei.
Daneben war er Mitglied des Aufsichtsrates diverser Firmen.

## Familie
1891 heiratete Meston Jeanie McDonald († 1946), mit der er zwei Söhne hatte, von den der ältere bereits als Kind starb. Der jüngere Sohn, Dougall, erbte seinen Adelstitel.

## Schriften
- Nationhood for India, Oxford University Press, London 1931.